# 핀란드의 귀족제
핀란드의 귀족제(핀란드어: Suomen aateli 수오멘 아텔리[*])는 핀란드가 스웨덴 및 러시아 제국의 일부였을 시절로 기원이 거슬러올라간다. 귀족가문 및 그 후손들은 오늘날의 핀란드 공화국에도 존재하지만 작위만 존재할 뿐 어떠한 특권도 주어지지 않는다. 오늘날 생존 중인 핀란드 귀족은 남녀 통틀어 6,000 명 정도다.
핀란드 귀족들은 기사원조직법(핀란드어: Ritarihuonejärjestys, 스웨덴어: Riddarhusordningen)에 따라 정리되며, 등작은 다음과 같았다. 기사원이란 신분제 국회 시절 귀족부 의회이며, 핀란드 귀족가문 당주들이 의원으로 출석했다. 핀란드 귀족들은 대부분 스웨덴계이며, 그 등작 역시 스웨덴처럼 독일식 작위를 따른다.
- 공후(스웨덴어: furste 푸르스테[*], 핀란드어: ruhtinas 루흐티나스[*]): 독일식으로는 후작 작위(퓌르스트)지만 러시아식으로는 공작 작위(크냐즈)가 된다. 이 작위를 받은 가문은 멘시코프가가 유일하다. 멘스치코프가는 20세기 초에 단절되었다.
- 백작(스웨덴어: greve 그레베[*], 핀란드어: kreivi 크레이비[*])
- 남작(스웨덴어: friherre 프리헤레[*], 핀란드어: vapaaherra 바파헤라[*])
- 기사(스웨덴어: riddare 리다레[*], 핀란드어: ritari 리타리[*]): 핀란드의 기사작위는 영국식이 아닌 프랑스, 독일식으로 세습작위였다. 1863년 무작위 평귀족과 하나로 통폐합되었다. 공화국에 와서 기사단 훈장을 제정, 수여하며 그 수훈자를 기사라고 하지만 이것을 귀족 작위로서의 기사라고 보지는 않는다.
- 평귀족(스웨덴어: herr 헤르[*], 핀란드어: herra 헤라[*]): 봉읍이 없는 무작위 귀족. 하지만 19세기 말까지도 핀란드 귀족가문들은 대부분 봉읍을 가지고 있었다.

공작(스웨덴어: hertig 헤르티그[*], 핀란드어: herttua 헤르투아[*]) 작위는 13세기부터 17세기까지 스웨덴 왕들이 자기 친족을 핀란드 공작으로 임명했고 한 세대에 한 명밖에 존재하지 않았다. 스웨덴 왕은 16세기부터 "핀란드 대공"을 겸했다. 핀란드 공작은 독일식 작위(헤어초크)였지만 핀란드 대공은 동유럽식 작위(벨리키 크냐즈)였다. 핀란드가 러시아령이 된 이후 러시아 황제도 핀란드 대공을 겸했다.
독일식으로 당주 뿐 아니라 모든 가문 구성원에게 작위가 주어졌다. 즉 어떤 가문 당주가 백작이나 남작이라면 그 가문의 모든 구성원이 백작, 남작 작위를 갖는다. 예외적으로 만네르헤임가와 아미노프가는 가문 구성원이 모두 남작이되 당주와 당주의 적장자는 백작이었다.
낮은 등작의 여성 귀족이 높은 등작의 남자 귀족과 결혼하면 여자의 등작이 남편을 따라 승격한다. 예컨대 남작영애가 백작과 결혼하면 백작부인이 된다. 반대로 높은 등작의 여성 귀족이 낮은 등작의 남자 귀족과 결혼해도 작위가 강등되지 않는다. 예컨대 남작영애나 백작영애가 평귀족과 결혼해도 친정의 작위를 유지한다.
19세기까지 핀란드 귀족들은 봉건 지주로서 토지세를 면제받는 특권을 누렸다. 이런 특권은 1723년 스웨덴 치하에서 제정된 귀족특권법에 의해 보장되었다. 귀족들은 대지주로서 농민들에게 농지를 빌려주어 경작하게 하고 지대를 받았다. 이 농민들은 어디까지나 소작농이지 토지에 예속된 농노는 아니었다. 핀란드에는 농노제가 존재하지 않았다.
1906년 의회개혁으로 신분제 의회가 폐지되면서 귀족 세력은 크게 줄어들었다. 마지막 평귀족 서임은 1904년에 있었고 마지막 남작 서임은 1912년에 있었다. 하지만 귀족들의 특권은 바로 폐지되지 않고 1919년 공화국 헌법에도 그 권리가 보장되었다. 면세 특권은 1920년까지 유지되었고, 보다 사소한 특권들은 그보다 더 오래 유지되었다. 핀란드에서 귀족의 특권이 성문법적으로 폐지된 것은 1995년이다. 하지만 1906년 의회개혁 이래로 귀족의 특권을 계속 단계적으로 줄여나갔기에 이때쯤 되면 귀족 특권은 거의 사문화되어 있었다.